# ويليام آغي
ويليام آغي (بالإنجليزية: William Agee)‏ هو كبير الإداريين التنفيذيين وشخصية أعمال أمريكي، ولد في 5 يناير 1938 في بويسي في الولايات المتحدة، وتوفي في 20 ديسمبر 2017 في سياتل في الولايات المتحدة بسبب فشل تنفسي.